# Myrmeleon (Myrmeleon) solers
Myrmeleon (Myrmeleon) solers is een insect uit de familie van de mierenleeuwen (Myrmeleontidae), die tot de orde netvleugeligen (Neuroptera) behoort. 
Myrmeleon (Myrmeleon) solers is voor het eerst wetenschappelijk beschreven door Walker in 1853.